# Phyllanthus volkensii
Phyllanthus volkensii är en emblikaväxtart som beskrevs av Adolf Engler. Phyllanthus volkensii ingår i släktet Phyllanthus och familjen emblikaväxter. Inga underarter finns listade i Catalogue of Life.